# Guerlesquin

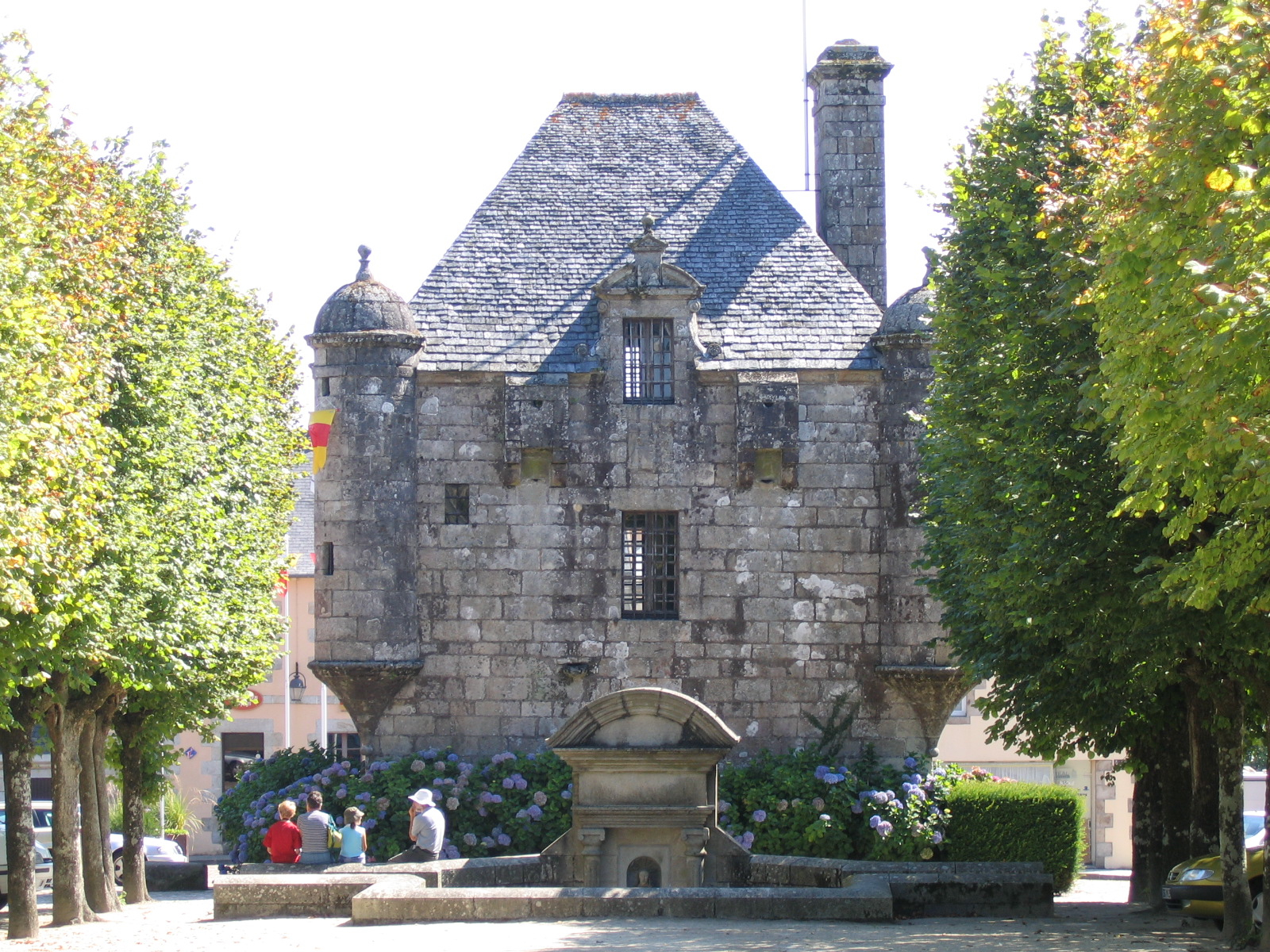
Gerichtssaal oder herrschaftliches Gefängnis

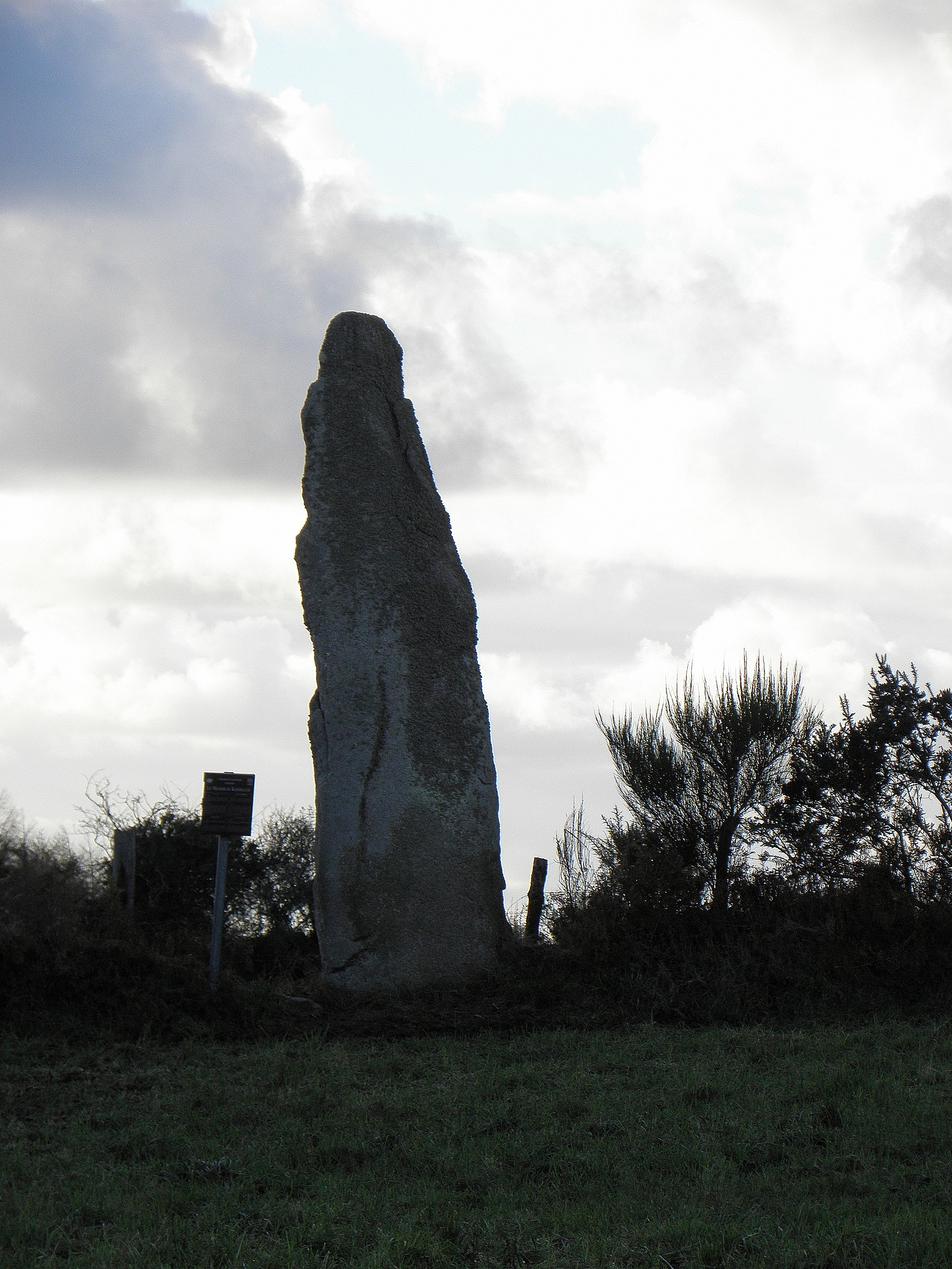
Menhir von Kerrellou

Guerlesquin [gɛʁlɛskɛ̃] (bretonisch Gwerliskin) ist eine französische Gemeinde mit 1259 Einwohnern (Stand 1. Januar 2022) in der Region Bretagne im Département Finistère.
Morlaix liegt etwa 18 Kilometer nordwestlich, Brest 66 Kilometer westlich und Paris etwa 450 Kilometer östlich.

## Verkehr
Durch den Ort verläuft die Departementsstraße D 42. Nächste Hauptverkehrsstraße ist die autobahnähnlich ausgebaute Nationalstraße N 12 (Rennes-Brest) als Abschnitt der Europastraße 50 mit der Anschlussstelle Plouégat-Moysan.
Die nächsten Bahnstationen sind Plounérin und Plouigneau an der Bahnstrecke Paris–Brest, sie werden von Regionalzügen des TER Bretagne bedient. Bei Rennes und Brest existieren Regionalflughäfen.

## Bevölkerungsentwicklung
| Jahr                       | 1962 | 1968 | 1975 | 1982 | 1990 | 1999 | 2009 | 2017 | 2020 |
| Einwohner                  | 1159 | 1278 | 1496 | 1831 | 1627 | 1624 | 1371 | 1329 | 1286 |
| Quellen: Cassini und INSEE |      |      |      |      |      |      |      |      |      |

## Sehenswürdigkeiten
Siehe: Liste der Monuments historiques in Guerlesquin